# 圣莱热苏布列讷
圣莱热苏布列讷（法語：Saint-Léger-sous-Brienne，法語發音：[sɛ̃ leʒe su bʁijɛn]，意为“布列讷下方的圣莱热”）是法国奥布省的一个市镇。

## 地理
圣莱热苏布列讷（48°24'14"N, 4°30'11"E）面积13.52 平方千米，位于法国大東部大區奥布省，该省份为法国中北部省份，北起马恩省，西接塞纳-马恩省，西南至约讷省，东南至科多尔省，东临上马恩省。
与圣莱热苏布列讷接壤的市镇（或旧市镇、城区）包括：奥布河畔布兰库尔、布列讷堡、埃帕涅、拉西库尔、佩尔特莱布列讷、普雷西圣马尔坦、圣克里斯托夫-多迪尼库尔、瓦朗蒂尼。

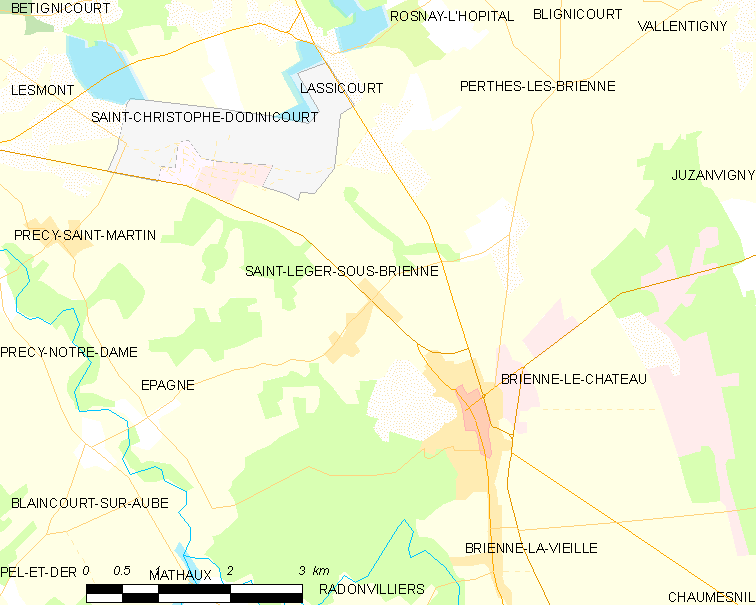
圣莱热苏布列讷的OSM定位图

圣莱热苏布列讷的时区为UTC+01:00、UTC+02:00（夏令时）。

## 行政
圣莱热苏布列讷的邮政编码为10500，INSEE市镇编码为10345。

## 政治
圣莱热苏布列讷所属的省级选区为布列讷堡县。

## 人口

1962-2008年间圣莱热苏布列讷人口变化图示

圣莱热苏布列讷于2022年1月1日时的人口数量为386人。